# Ro60-0175
Ro60-0175 je lek koji je razvila kompanija Hoffmann–La Roche. On se primenjuje u naučnim istraživanjima. Ro60-0175 je potentan i selektivan agonist  i  serotoninskih receptorskih tipova, sa dobrom selektivnošću u odnosu na srodni  tip, i neznatnim afinitetom za druge receptore.

## Spoljašnje veze
|  | Molimo Vas, obratite pažnju na važno upozorenje u vezi sa temama iz oblasti medicine (zdravlja). |